# Lemo (plaats)
Lemo is een bestuurslaag in het regentschap Tangerang van de provincie Banten, Indonesië. Lemo telt 6439 inwoners (volkstelling 2010).